# Листовидки (род)
Листовидки (лат. Phyllium) — род насекомых из семейства Phylliidae, представители которого окраской и формой тела мимикрируют под листья растений. Распространены в тропиках Юго-Восточной Азии.

## Описание
Основная окраска этих насекомых ярко-зелёная, но также встречаются формы с желтой и оранжевой окраской. У многих видов окраска часто с чёрными или коричневыми пятнами по краям тела, что придаёт дополнительное сходство с листом. Выражен половой диморфизм, самки крупнее самцов и порой отличаются от них формой тела. Длина до 12,5 см. Тело самок широкое и плоское, а у самцов преимущественно узкое, с более длинными, покрывающими всё тело крыльями. Благодаря небольшому весу самцы многих видов способны летать, но на очень короткие расстояния.
В природе большую часть времени проводят на листьях деревьев и кустарников, которые они имитируют своей формой и окраской тела, и которыми они питаются.
Самки могут размножаться партеногенетически, т.е. без самца. Например, Phyllium giganteum представлен преимущественно партеногенетическими самками, а самцы встречаются крайне редко. Самки откладывают в среднем 2-3 яйца в день, которые окраской и формой напоминают семена растений. При попадании яиц на влажный субстрат, их окраска становится более тёмной.

## Классификация
- Подрод Phyllium
  - Phyllium athanysus
  - Phyllium bilobatum
  - Phyllium caudatum
  - Phyllium celebicum
  - Phyllium drunganum
  - Phyllium elegans
  - Phyllium ericoriai
  - Phyllium gantungense
  - Phyllium geryon
  - Phyllium hausleithneri
  - Phyllium jacobsoni
  - Phyllium mabantai
  - Phyllium mamasaense
  - Phyllium mindorense
  - Phyllium monteithi
  - Phyllium palawanense
  - Phyllium parum
  - Phyllium philippinicum
  - Phyllium rarum
  - Phyllium rayongii
  - Phyllium siccifolium
  - Phyllium tibetense
  - Phyllium tobeloense
  - Phyllium westwoodii
  - Phyllium woodi
  - Phyllium yunnanense
  - Phyllium zomproi
- Подрод Pulchriphyllium
  - Phyllium asekiensis
  - Phyllium bioculatum — Листовидка цейлонская[1]
  - Phyllium brevipenne
  - Phyllium chitoniscoides
  - Phyllium exsectum
  - Phyllium frondosum
  - Phyllium giganteum
  - Phyllium groesseri
  - Phyllium keyicum
  - Phyllium schultzei
  - Phyllium sinense
  - Phyllium suzukii